# آتلانتیک (فیلم ۲۰۱۹)
آتلانتیک (انگلیسی: Atlantique) یک فیلم به کارگردانی ماتی دیوپ است که در سال ۲۰۱۹ منتشر شد. این فیلم برای رقابت در بخش اصلی جشنواره کن ۲۰۱۹ انتخاب شد. متی دیوپ نخستین کارگردان زن سیاه‌پوستی که در بخش رقابتی فستیوال کن حاضر است.
در نشست خبری «مردگان می‌میرند»، تیلدا سویینتون به این نکته اشاره کرد که یازده دهه‌ست سینماگران زن فیلم می‌سازند و سؤال این‌جاست که چرا خبری از آن‌ها نداریم؟ متی دیوپ با فیلم «آتلانتیک» پا به بخش رقابتی کن گذاشته تا عنوان اولین کارگردان زن سیاه‍پوست این فستیوال را برای خود کند.
دیوپ که برادرزادهٔ جبرییل دیوپ ممبتی فیلم‌ساز مشهور سنگالی‌ست. شروع فعالیت هنری‌اش در سال ۲۰۰۴ با ساخت فیلم کوتاه بود. در سال ۲۰۰۸ با بازی در فیلم ۳۵ لیوان آب‌جو مقابل دوربین رفت و در همان سال با ساخت مستندی دربارهٔ توکی‌بوکی، یکی از صد فیلم‌برتر غیرانگلیسی‌زبان تاریخ سینما، راهی کن شد. حالا پس از ۱۱ سال او دوباره به کن آمده‌است.

## خلاصه داستان آتلانتیک
در سواحل داکار در ساحل اقیانوس اطلس، برج مدرنی در حال ساخت است و کارگرهای ساختمانی این برج چند ماهی است حقوق نگرفته‌اند و حالا برای رسیدن به آینده‌ای بهتر تصمیم آن دارند شبانه از راه دریا از کشور فرار کنند، اما ماجرا به همین سادگی‌ها نیست. سلیمان، کارگر ساختمانی، دل در گروی آدا دارد، اما آدا نامزد فرد دیگری است، آدا بسیار نگران سلیمان است، زیرا منتظر خبرهایی از سرنوشت وی در آستانه عروسی خود است که در روز عروسی خود...